# Rana, Norway
Rana là đô thị lớn thứ hai ở hạt Nordland - và lớn thứ ba tại Bắc Na Uy tính theo dân số. Theo diện tích, Rana là lớn nhất ở Na Uy ở phía nam của Finnmark. Đây là một phần của khu vực truyền thống Helgeland. Trung tâm hành chính của đô thị này là thị xã Mo i Rana, mà nhà ở Thư viện Quốc gia Na Uy.
Đô thị này được đặt tên theo sông Ranelva (Old Norse: Raðund). Tên của con sông này có lẽ bắt nguồn từ raðr từ có nghĩa là "nhanh", "nhanh", hoặc "nhanh chóng".
Huy hiệu có từ thời hiện đại và đã được cấp vào ngày 5/3/1965.
Rana là một phần của vụ bê bối chứng khoán Terra năm 2007 liên quan đến một số khoản đầu tư đó đã được thực hiện bởi đô thị này.